# 200 mètres masculin aux Jeux olympiques d'été de 1932 (athlétisme)
Pour un article plus général, voir Athlétisme aux Jeux olympiques d'été de 1932.
Navigation
Amsterdam 1928 Berlin 1936
L'épreuve du 200 mètres masculin aux Jeux olympiques de 1932 s'est déroulée les 2 et 3 août 1932 au Memorial Coliseum de Los Angeles, aux États-Unis. Elle a été remportée par l'Américain Eddie Tolan.

## Résultats

### Finale
| Rang               | Athlète        | Pays           | Temps   | Notes |
| ------------------ | -------------- | -------------- | ------- | ----- |
| Médaille d'or      | Eddie Tolan    | États-Unis     | 21 s 12 | OR    |
| Médaille d'argent  | George Simpson | États-Unis     | 21 s 4  |       |
| Médaille de bronze | Ralph Metcalfe | États-Unis     | 21 s 5  |       |
| 4                  | Arthur Jonath  | Allemagne      | 21 s 5  |       |
| 5                  | Carlos Bianchi | Argentine      | 21 s 6  |       |
| 6                  | Willie Walters | Afrique du Sud | 21 s 9  |       |

## Légende
Records et Performances
- AR : Record continental (area record)
- CR : Record des championnats (championship record)
- MR : Record du meeting (meet record)
- NR : Record national (national record)
- OR : Record olympique (olympic record)
- PR : Record paralympique (paralympic record)
- PB : Record personnel (personal best)
- SB : Meilleure performance personnelle de la saison (season's best)
- WL : Meilleure performance mondiale de l'année (world leader)
- WJR : Record du monde junior (world junior record)
- WR : Record du monde (world record)

Circonstances et Conditions
- DNF : N'a pas terminé (did not finish)
- DNS : N'a pas pris le départ (did not start)
- DQ : Disqualification (disqualification)
- NM : Aucun essai valable enregistré (No Mark)
- Q : Qualifié « directement » au prochain tour (ou à la prochaine compétition), lors d'une compétition majeure, grâce au classement ou à la réalisation des minima (automatic qualifier)
- q : Qualifié au prochain tour (ou à la prochaine compétition), lors d'une compétition majeure, grâce au repêchage ou à la réalisation de l'une des meilleures performances parmi celles des « non qualifiés directement » (grâce au meilleur temps ou à la meilleure distance par exemple) (secondary qualifier)